# دان د خروت
دان د خروت (treize minutes; ۲۵ مهٔ ۱۹۳۳ – ۸ ژانویهٔ ۱۹۸۲) دوچرخه‌سوار اهل هلند بود.